# عبدالقیوم خیرخواه
عبدالقیوم خیرخواه فرزند نجیم الله خیرخواه (زاده ۱۳۶۰ ولسوالی میربچه کوت) تاجر، سیاستگر و عضو ولسی جرگه از ولایت کابل است.

## زندگی‌نامه
عبدالقیوم خیرخواه، فرزند نجیم‌الله خیرخواه در سال ۱۳۶۰، در قریهٔ «بابه قچقار ولی»، ولسوالی «میربچه کوتِ» ولایت کابل به دنیا آمد. در سن هفت سالگی شامل «لیسه عالی غازی میربچه خان» شد. وی بعد از به پایان رسانیدن دورهٔ لیسه، نسبت مشکلات امنیتی متعددی که در جریان حکومت آن‌زمان وجود داشت، همراه با خانواده‌اش به مرکز شهر کابل مسکن‌گزین شد و به تجارت - که شغل خانوادگی‌شان بود - روی آورد، و در این راستا از تجارب پدرش که یکی از تاجران کشور بود، استفاده نمود عبدالقیوم خیرخواه، تحصیلات عالی‌اش را در بخش ادارهٔ تجارت در یکی از دانشگاه‌های مطرح بین‌المللی به اتمام رسانیده‌است. وی در سال ۱۳۸۱ بنیاد خیریهٔ خیرخواه را تأسیس نمود.

## نمایندگی پارلمان

### دوره هفدهم
عبدالقیوم خیرخواه با کسب نمودن (۸۷۴۷ رای) رسماً به صفت نماینده مردم کابل از سوی کمیسیون مستقل انتخابات اعلان شد. همچان عضویت کمیسیون امور داخلی و امنیت ملی مجلس نمایندگان و عضویت گروپ پارلمانی قانون و عدالت را دارد.

## فعالیت‌های تجاری
- سرمایه‌گذاری‌های بزرگ در سکتور مواد نفتی و تأسیس ذخایر مواد نفتی
- ایجاد تانک‌های تیل (ایستگاه‌های نفتِ) مجهز با استانداردها (معیارهای) بین‌المللی در کشور

## فعالیت‌های بشردوستانه
- تأسیس بنیاد خیریهٔ خیرخواه
- تأسیس شفاخانهٔ خیرخواه